# Кассам (ракета)

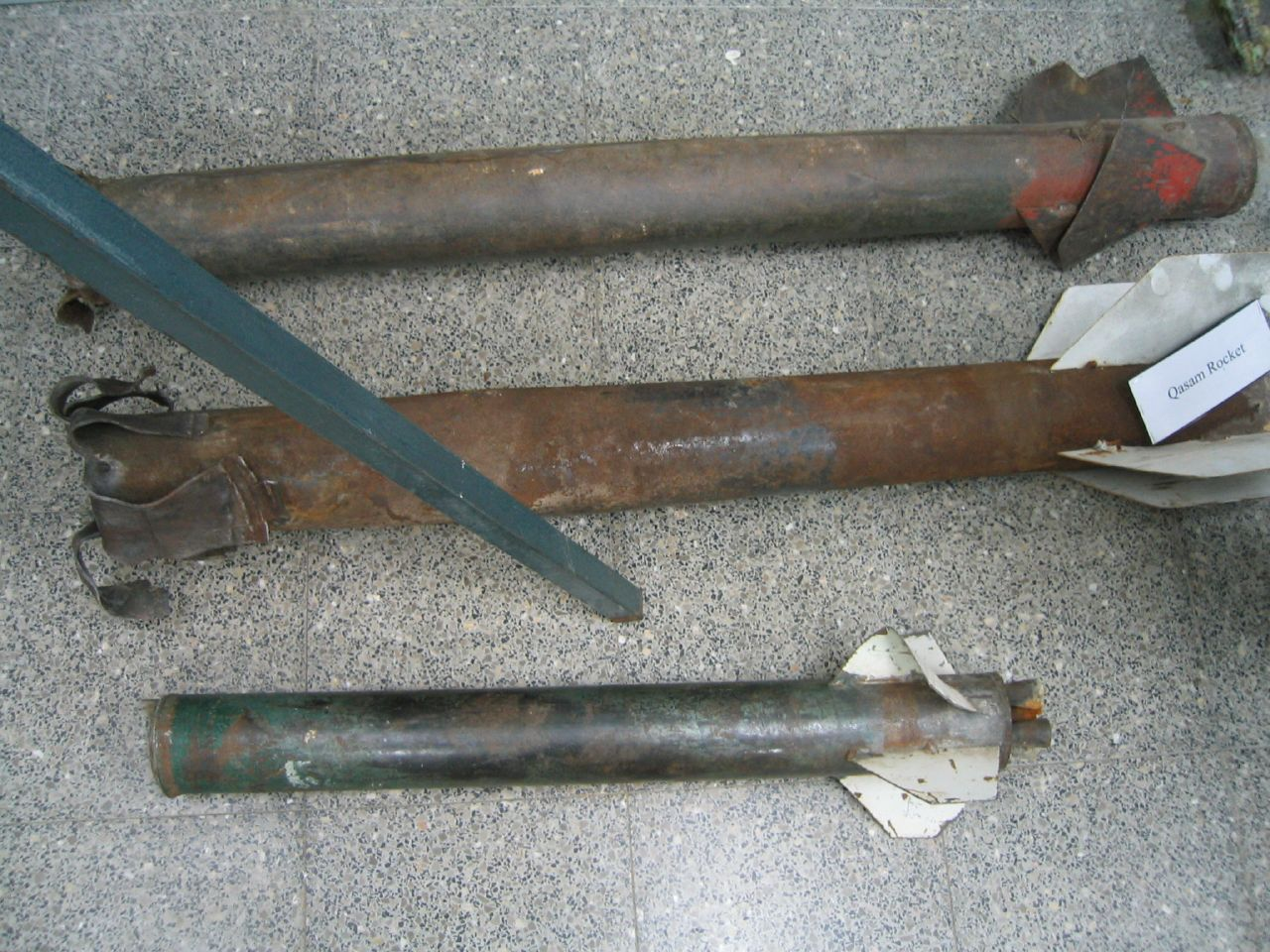
Фрагменти ракет «Кассам»

«Кассам» (араб. القسام) — твердопаливний некерований реактивний снаряд «земля – земля» кустарного виготовлення. Використовується для обстрілів території Ізраїлю з території сектору Газа.
Назву отримали від імені впливового ісламського священнослужителя аль-Кассама.
Перший «Кассам» піднявся у повітря у жовтні 2001 року в розпал Другої інтіфади. Але лише в березні 2002 бойовикам вдалося дістати до ізраїльського міста Сдерот. З тих пір, більша частина ракет запускається в сторону Сдерота (відстань від кордонів до сектору Газа — 4 км) або Ашкелона (9 км).

## Обстріли Ізраїлю
|         | Обстрілів | Ракет    | Збиті системою ПРО                 | Вбито | Поранено |
| ------- | --------- | -------- | ---------------------------------- | ----- | -------- |
| 2001    | 5         | 5        | Немає системи ПРО                  | 0     | 0        |
| 2002    | 17        | бл. 20   | Немає системи ПРО                  | 0     | 0        |
| 2003    | 80        | бл. 100  | Немає системи ПРО                  | 0     | 0        |
| 2004    | 118       | бл. 260  | Немає системи ПРО                  | 5     | 46       |
| 2005    | 123       | бл. 270  | Немає системи ПРО                  | 3     | 26       |
| 2006    | 580       | бл. 1020 | Система в розробці                 | 2     | 36       |
| 2007    | 437       | бл. 760  | 1 (Випробовування)                 | 2     | 125      |
| 2008    | 560       | бл. 1490 | Система в розробці                 | 7     | 162      |
| 2009    | 302       | бл. 570  | 1 (Випробовування)                 | 0     | 42       |
| 2010    | 86        | бл. 100  | Система в розробці                 | 1     | 2        |
| 2011    | 118       | бл. 185  | 16 (Система прийнята на озброєння) | 2     | 21       |
| Всього: | 2426      | бл. 4780 | 18                                 | 22    | 460      |

## Характеристика ракет «Кассам»

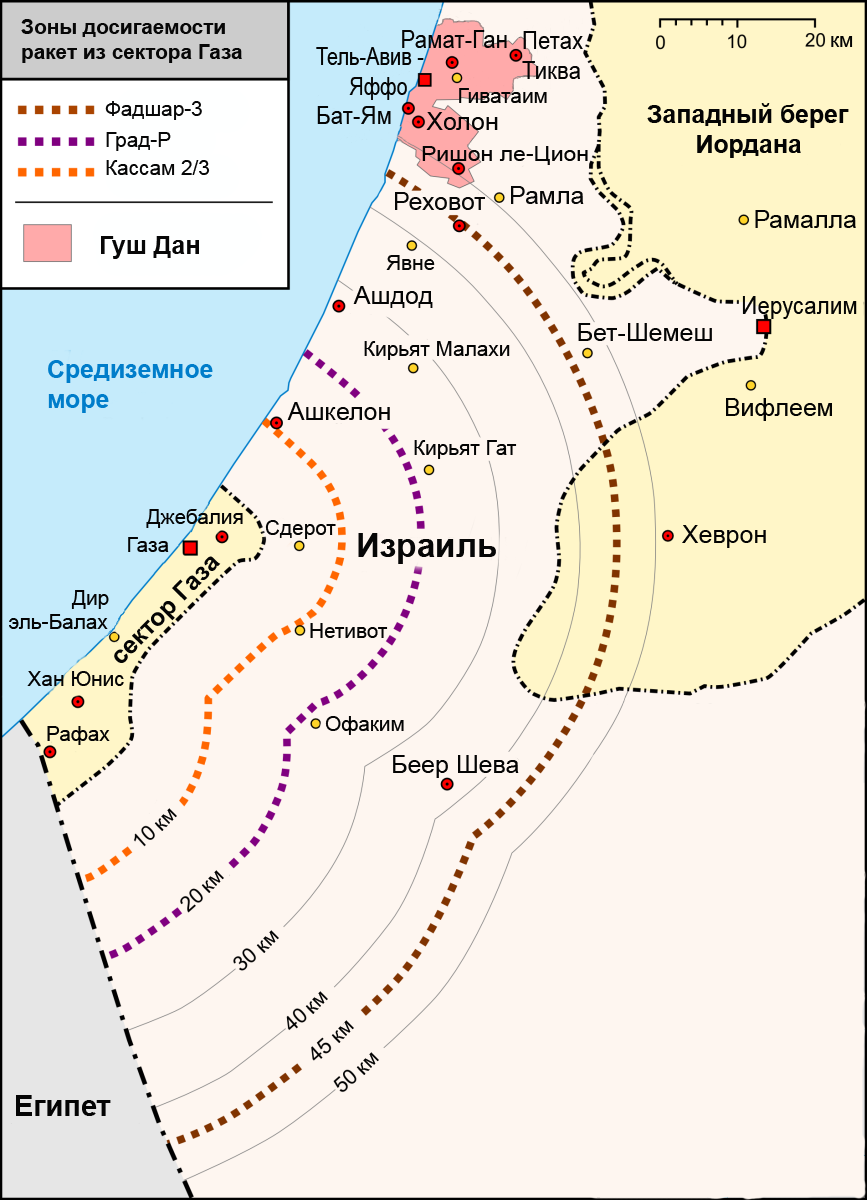
Дальність польоту ракет «Кассам» (оранжеві точки)

Ця примітивна ракета класу «земля-земля», оснащена тільки звичайною боєголовкою, може завдати шкоди будівлям і людям, що не знаходяться в захищеному приміщенні. Вона виготовлена із порожньої труби, в котру поміщена вибухівка. У хвостовій частині ракети встановлюється пристрій для особливого виду пального, при згоранні котрого виділяється газ, що витікає назад і приводить в рух ракету. Паливо для «Кассама» складається з простої суміші білого цукру з калійною селітрою KNO3, що застосовується в сільському господарстві як добриво. Ця суміш згоряє дуже швидко і, виділяючи велику кількість газів, дозволяє ракеті злетіти.
«Кассам» оснащують бойовою частиною вагою до кількох кілограм, начиненою вибухівкою. В реальності це саморобна ракета із металевої труби довжиною близько 70 см, далекобійність котрої від 3 до 18 км.
Обстріл «Кассамами» відзначається низькою точністю, тому ракети направляють в місця високого скупчення людей, щоб підняти результативість.
При попаданні в ціль ракета вибухає із великим шумом, але не завжди наносить великої шкоди. Ураження «Кассамом», оснащеним тільки звичайною вибухівкою, — точкове, з радіусом до 5 метрів. «Кассами» випускаються поодинці або залпом із кількох ракет.

### Модифікації ракети
|                            | Кассам-1 | Кассам-2 | Кассам-3 | «Ель-Кудс»-101 |
| -------------------------- | -------- | -------- | -------- | -------------- |
| Довжина (см)               | 79       | 180      | 200      | 230            |
| Діаметр (см)               | 6        | 15       | 17       | 13             |
| Маса ракети (кг)           | 5.5      | 32       | 90       | ?              |
| Маса бойового заряду (кг)  | 0,5      | 5-7      | 10       | ?              |
| Максимальна дальність (км) | 3        | 8-10     | 10       | 16             |